# Xã Centerville, Quận Faulk, South Dakota
Xã Centerville (tiếng Anh: Centerville Township) là một xã thuộc quận Faulk, tiểu bang Nam Dakota, Hoa Kỳ. Năm 2010, dân số của xã này là 35 người.